# پارالمپیک زمستانی ۲۰۱۴
بازی‌های پارالمپیک زمستانی ۲۰۱۴ یازدهمین دوره از بازی‌های پارالمپیک زمستانی است که در سوچی روسیه برگزار شد در ۴ ژوئیه ۲۰۰۷ سوچی به عنوان میزبان رقابت‌ها انتخاب شد.